# Мудакумура, Сильвестр
Сильвестр Мудакумура (англ. Sylvestre Mudacumura, 1954, Кисеньи — 18 сентября 2019) — главный командующий военным крылом повстанческих Демократических сил освобождения Руанды (ДСОР), известных как «Силы комбатантов Абакунгузи» (FOCA).

## Образование
В 2009 году ему было 55 лет. До геноцида он учился в «Академии руководства вооружёнными силами в Гамбурге» по двухлетней стипендии (этим учреждением почти наверняка была Führungsakademie der Bundeswehr). 

## Военная карьера
Мудакумура был заместителем командующего Президентской гвардией вооружённых сил Руанды во время геноцида 1994 года. После геноцида жена и дети Мудакумура были перевезены в Германию с помощью политического лидера ДСОР Иньяса Мурванашьяки.
Мудакумура был «жителем Запада» ДСОР, принадлежавшим к группе повстанцев, которые ранее базировались в Камине и сражались вместе с вооружёнными силами ДР Конго, в отличие от группы, которая осталась в Киву. С 2003 года внутри ДСОР возникла напряжённость, поскольку Мудакумура заменил «жителей Востока» на «жителей Запада» в командной структуре. Он был причастен к смерти в декабре 2006 года бывшего заместителя командира FOCA, полковника Жана Батиста Каньяндекве, который умер от отравления на вечеринке, устроенной главой FOCA. Сообщается, что Каньяндекве возглавлял фракцию, выступающую за прекращение боевых действий и возвращение повстанцев в Руанду.
Human Rights Watch заявила в декабре 2009 года:

По словам бывших комбатантов ДСОР, опрошенных Human Rights Watch и другими, генерал Мудакумура несёт чёткую и непосредственную ответственность за командование силами ДСОР. «Именно Мудакумура даёт все общие инструкции и команды, а другие следуют его приказам… Ни одна операция не может быть проведена без его согласия», рассказал Human Rights Watch один бывший комбатант ДСОР. В другом случае старший дезертир ДСОР из резервной бригады сообщил представителям ООН, что подполковник Фелисьен Нзабанита, командир резервной бригады, которая совершила несколько крупных нападений на мирное население во время «Умоджа Вету» и «Кимиа II», «никогда не принимал никаких решений, если только они не поступали от Мудакумуры».
Оригинальный текст (англ.)According to former FDLR combatants interviewed by Human Rights Watch and others, General Mudacumura has clear and immediate command responsibility over FDLR forces. "It is Mudacumura who gives all the overall instructions and commands, and others follow his orders... No operation could ever be done without his consent," one former FDLR combatant told Human Rights Watch. In another case, a senior FDLR deserter from the Reserve Brigade told UN officials that Lt. Col. Félicien Nzabanita, commander of the Reserve Brigade, which conducted several of the larger attacks on civilians during Umoja Wetu and Kimia II, "never made any decisions unless they were coming from Mudacumura."
— 
Неясно, обладал ли Мудакумура или Мурванашьяка большей властью в ДСОР, при этом по крайней мере один полковник FOCA заявил, что Мурванашьяка отчитывался перед Мудакумурой во время визита. Младший брат Мудакумура, известный как «Большой Патрик», имеет отношения с индийским батальоном МООНДРК. Ходили также слухи, что Большой Патрик использовал свои контакты с МООНДРК для оказания иностранной медицинской помощи Мудакумуре в ноябре 2009 года. Шурин Мудакумуры, подполковник Эдмонд Нгарамбе, был представителем FOCA до того, как был схвачен в ходе операции «Умоджа Вету».

## Санкции и обвинения в военных преступлениях
Мудакумура подвергся санкциям Управления по контролю за иностранными активами США в соответствии с Указом № 13413 и Сводным списком запретов на поездки и замораживания активов Совета Безопасности ООН.
Прокурор Международного уголовного суда (МУС) запросил ордер на его арест, возложив на него ответственность за преступления против человечности и военные преступления, совершённые в 2009-2010 годах в Киву. Ордер выдан 13 июля 2012 года. Ордер был выдан за военные преступления, но не за преступления против человечности, поскольку Палата предварительного производства МУС пришла к выводу, что Прокурор не выполнил своего бремени по представлению разумных оснований того, что преступная деятельность ДСОР систематически была направлена против гражданских лиц.

## Смерть
Мудакумура был убит силами безопасности Демократической Республики Конго (ДРК) на территории Рутшуру в ночь с 17 на 18 сентября 2019 года вместе со «своими ближайшими помощниками».